# Eristica
L'eristica (in greco antico ἐριστική (τέχνη) «arte del disputare», derivato di ἐρίζω «contendere», da ἔρις «lite») è una evoluzione della Prima Sofistica di Protagora e di Gorgia. All'eristica, infatti, non interessa se un discorso possa essere vero o falso né le definizioni delle parole che vengono impiegate; il suo unico fine è quello di confutare il proprio avversario e di persuaderlo mediante la retorica a cambiare opinione. Per questo i sofisti della scuola eristica, detti eristi, si vantavano di poter confutare qualsiasi cosa che si dica esser vera o esser falsa.
A causa di queste caratteristiche l'eristica ha finito per influenzare in modo eccessivamente negativo la percezione della figura del sofista, in particolare quelle di Protagora e di Gorgia, il cui contributo importante alla storia della filosofia occidentale – in particolare il relativismo culturale e il fenomenismo epistemico –  è stato riconosciuto solo di recente.

## Eutidemo e Dionisodoro

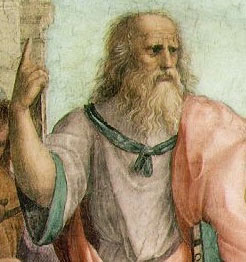
Platone

L'eristica viene presentata abbastanza dettagliatamente nell'Eutidemo, dialogo giovanile di Platone.
Qui Platone mostra come i sofisti Eutidemo e Dionisodoro, due fratelli originari di Chio, usino giochi di parole col fine di confutare il proprio avversario dialettico senza, tuttavia, minimamente interessarsi della validità oggettiva delle proprie affermazioni o sul significato delle parole che vengono impiegate. Ne emerge, così, un personaggio a cui non interessa la conoscenza delle cose, ma solo la vittoria dialettica sugli altri. Non a caso questo uso della ragione è stato definito «distruttivo»:
(Giorgio Colli)

## La confutazione socratica

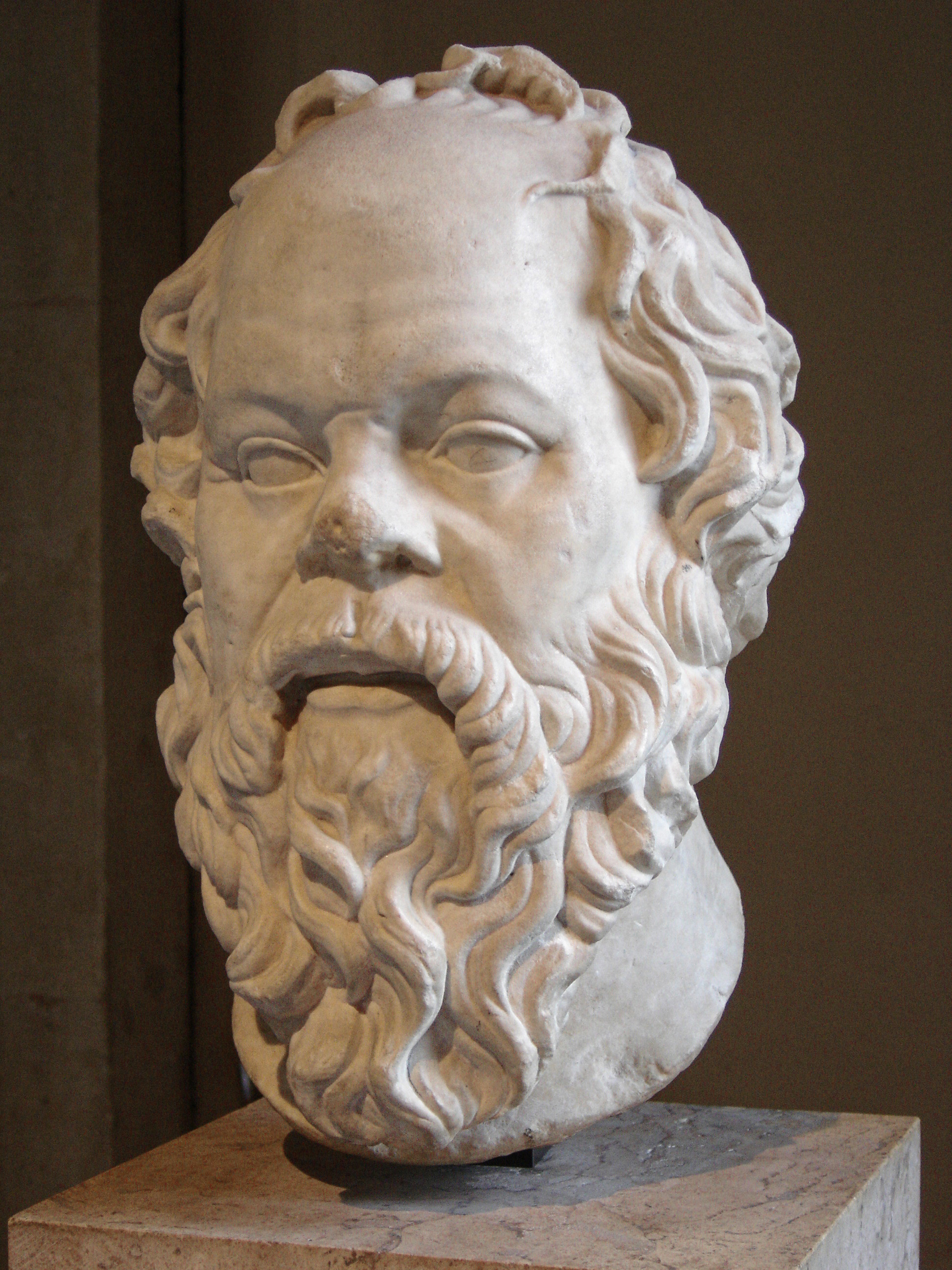
Socrate

Chiaramente ciò è in pieno contrasto con la filosofia socratica che concepisce la conoscenza come un momento di dialogo costruttivo nel quale gli interlocutori rinunciano (o, perlomeno, mettono tra parentesi) ai propri pregiudizi per ricercare insieme la verità.
La disputa dialettica per questi sofisti è, al contrario, semplicemente un gioco che simula una battaglia nella quale è necessario avere la meglio a prescindere da ciò che si sostiene. In tal senso gli eristi estremizzano la dottrina dei "discorsi doppi" di Protagora.
Se, infatti, in Protagora essa veniva utilizzata per dimostrare la relatività di valori culturali ed etici, gli eristi la usano solamente per dimostrare in toto che l'interlocutore ha torto e che si può asserire il vero, e il contrario, di qualsiasi cosa.

## La tecnica eristica
Il termine retorica assumerà connotazioni negative anche a causa dell'eristica, considerata come mera arte della persuasione, ovvero intesa come strumento di seduzione capace di adottare "abbellimenti" del linguaggio puramente formali nel discorso. Platone sviluppa antiteticamente questa contrapposizione tra eristica e dialettica a vantaggio di quest'ultima come tecnica per il raggiungimento della conoscenza vera (quella delle idee).
Un'altra tecnica eristica utilizzata è la reductio ad absurdum, che consiste nel costringere il proprio interlocutore, mediante un procedimento logico, apparentemente valido, ma che in realtà non è che un sofisma, ad affermare il contrario di ciò che precedentemente aveva sostenuto: ovvero a dedurre una conclusione che contraddice le premesse che aveva messo a base del suo ragionamento.
(Platone, Eutidemo)
Dal punto di vista del profilo umano gli eristi sono presentati da Platone come arroganti e sicuri di sé, probabilmente a causa delle loro capacità di confutare ogni avversario. Così è abbastanza facile che deridano il proprio avversario appena confutato.

## Gli eristi: sapienti e politici inferiori
In realtà per Platone essi non possono essere dei sapienti, e di conseguenza non possono neanche insegnare la «virtù», proprio perché possono dire di tutto il contrario. In fin dei conti, sostiene Platone, essi sono sia «filosofi» sia «politici» e proprio per questo sono inferiori sia agli uni che agli altri.
Sono filosofi in quanto trattano di questioni filosofiche, ma sono anche inferiori ai veri pensatori perché non ricercano la virtù o la verità ma si limitano a controbattere ciò che afferma l'avversario dialettico.
Sono politici in quanto cercano di persuadere più persone possibili dei propri ragionamenti, ma sono anche inferiori ad essi perché a loro non interessa il bene della città e dei propri cittadini.

## Un aspetto positivo dell'eristica
Per quanto possa essere negativo il giudizio che Platone ha degli eristi, occorre ricordare che essi, per lo stesso Platone, hanno anche una funzione positiva.
Difatti con i loro discorsi doppi fanno spostare l'attenzione sull'ambiguità che le parole assumono a seconda dei contesti e dell'uso che se ne fa e quindi sulla necessità di stabilire dei significati chiari e distinti: «In primo luogo […] bisogna imparare la correttezza dei nomi; appunto questo ti mostrano i due forestieri [Eutidemo e Dionisodoro]».
Anche se quest'ultimo compito non viene adempiuto dall'eristica giacché completamente disinteressata nei confronti della vera conoscenza che consiste, secondo Socrate, nel raggiungimento della «definizione comune» della cosa discussa.

## Scuole socratiche minori

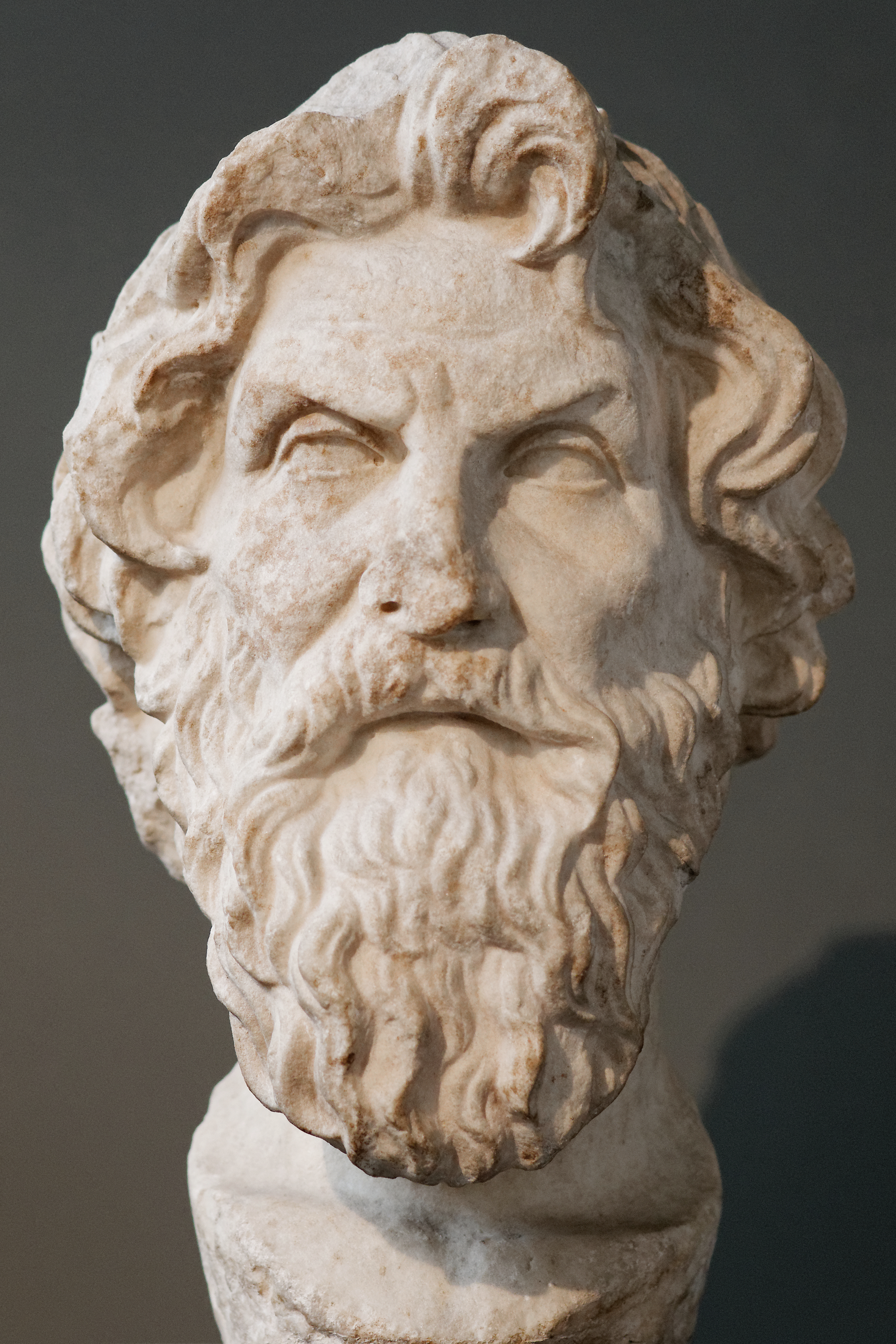
Antistene

Nella storia della filosofia le scuole socratiche minori dei cinici e dei megarici, che per Diogene Laerzio sono gli eristi per antonomasia, vengono ricondotte all'eristica.

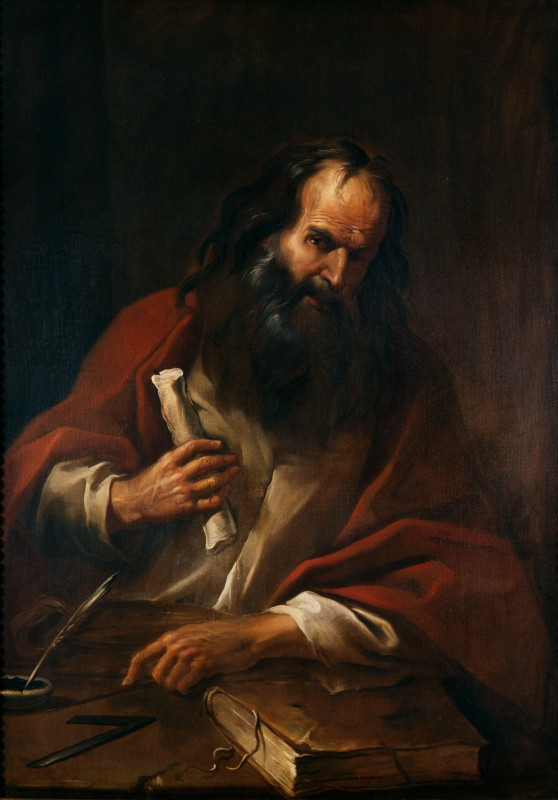
Euclide di Megara

Fondate tra il IV e il III secolo a.C., queste scuole filosofiche partivano dal presupposto che non vi è alcuna possibilità per la conoscenza umana di giungere alla verità.
Per questo motivo qualsiasi opinione era sul medesimo piano di verità, ovvero di qualsiasi cosa, con opportune dimostrazioni e confutazioni, era possibile dimostrare il contrario.
Ciò implicava anche l'impossibilità della comunicazione intersoggettiva e l'abbandono di qualsiasi interesse politico.
Queste scuole erano dette socratiche poiché i loro fondatori erano stati discepoli di Socrate che da lui avevano acquisito soprattutto la tecnica dell'ironia, la quale consisteva nel confutare le opinioni del proprio interlocutore facendolo contraddire e rendere consapevole della propria ignoranza, dell'impossibilità di definire una volta per tutte una verità.
Per Socrate l'ironia era solo la prima fase del suo metodo (pars destruens), per i socratici minori era invece il punto di arrivo.
A queste scuole si devono anche degli importanti studi sul linguaggio e sulla logica. In particolare i megarici, come Eubulide di Mileto, elaborarono dei dilemmi sui quali s'interrogarono per secoli i logici.